# 汪忠傑
汪忠傑（?—?），直隸省承德府朝陽縣人，清朝政治人物、同進士出身。
光緒十八年（1892年），参加光緒壬辰科殿試，登進士三甲16名。同年五月，以主事分部学习。